# 羅鎮岳
羅鎮岳，前香港無綫電視監製。

## 助理編導/製作統籌/編導列表

### 電視劇（無綫電視）
- 1980年：《發現灣》
- 1983年：《老洞》、《賴布衣妙算玄機》
- 1984年：《再版人》、《畫出彩虹》、《為人師表》
- 1986年：《薛剛反唐》
- 1987年：《飲馬江湖》
- 1992年：《九反威龍》、《廉政行動》 、《親親大腳板》
- 1993年：《開心華之里》
- 1995年：《O記實錄》、《忘情闊少爺》、《娛樂插班生》
- 1996年：《地獄天使》、《有肥人終成眷屬》
- 1997年：《皇家反千組》、《狀王宋世傑》
- 1999年：《洗冤錄》
- 2000年：《男親女愛》、《FM701》
- 2003年：《洗冤錄II》、《繾綣仙凡間》、《皆大歡喜》、《俗世情真》
- 2004年：《血薦軒轅》、《金枝慾孽》
- 2005年：《窈窕熟女》、《肝膽崑崙》
- 2007年：《同事三分親》
- 2008年：《畢打自己人》
- 2011年：《隔離七日情》、《紫禁驚雷》
- 2012年：《拳王》、《造王者》
- 2013年：《初五啟市錄》、《金枝慾孽貳》
- 2016年：《巾幗梟雄之諜血長天》

## 監製列表

### 電視劇（無綫電視）
- 2007年－2008年：《同事三分親》（與曾勵珍合作）
- 2008年－2010年：《畢打自己人》（與曾勵珍合作）
- 2015年：《愛·回家 (第二輯)》、《樓奴》、《無雙譜》、《刀下留人》
- 2016年：《愛·回家之八時入席》（與邵麗瓊合作）
- 2017年：《愛·回家之開心速遞》（第1-109集，第71-109集與林建祥合作）

## 演出列表
- 1995年：O記實錄 飾 杜文
- 2004年：金枝慾孽 飾 周師爺（禮部師爺）